# 哈查烏馬丘瓦尼山
哈查烏馬丘瓦尼山（Jach'a Uma Chuwani）是玻利維亞的山峰，位於該國西部拉巴斯省的因加維省，屬於安第斯山脈中奇利亞-基姆薩查塔山脈的一部分，海拔高度4,351米。